# Anopheles sergentii
Anopheles sergentii är en tvåvingeart som först beskrevs av Theobald 1907.  Anopheles sergentii ingår i släktet Anopheles och familjen stickmyggor. Inga underarter finns listade i Catalogue of Life.